# Suicide Kings
Suicide Kings är en amerikansk långfilm från 1997 i regi av Peter O'Fallon, med Denis Leary, Christopher Walken, Henry Thomas och Sean Patrick Flanery i rollerna.

## Handling
Ett gäng collegekillar får för sig att kidnappa en f.d. maffiaboss för att tjäna sig en hacka.

## Rollista
| Christopher Walken   | – Carlo Bartolucci/Charlie Barret |
| Denis Leary          | – Lono Veccio                     |
| Henry Thomas         | – Avery Chasten                   |
| Sean Patrick Flanery | – Max Minot                       |
| Jay Mohr             | – Brett "Brad" Campbell           |
| Jeremy Sisto         | – T.K.                            |
| Frank Medrano        | – Heckle                          |
| Brad Garrett         | – Jeckyll                         |
| Johnny Galecki       | – Ira Reder                       |
| Laura San Giacomo    | – Lydia                           |
| Laura Harris         | – Elise Chasten                   |
| Nina Siemaszko       | – Jennifer                        |